# Agago (district)
Le district d'Agago est un district d'Ouganda. Sa capitale est Agago (en).

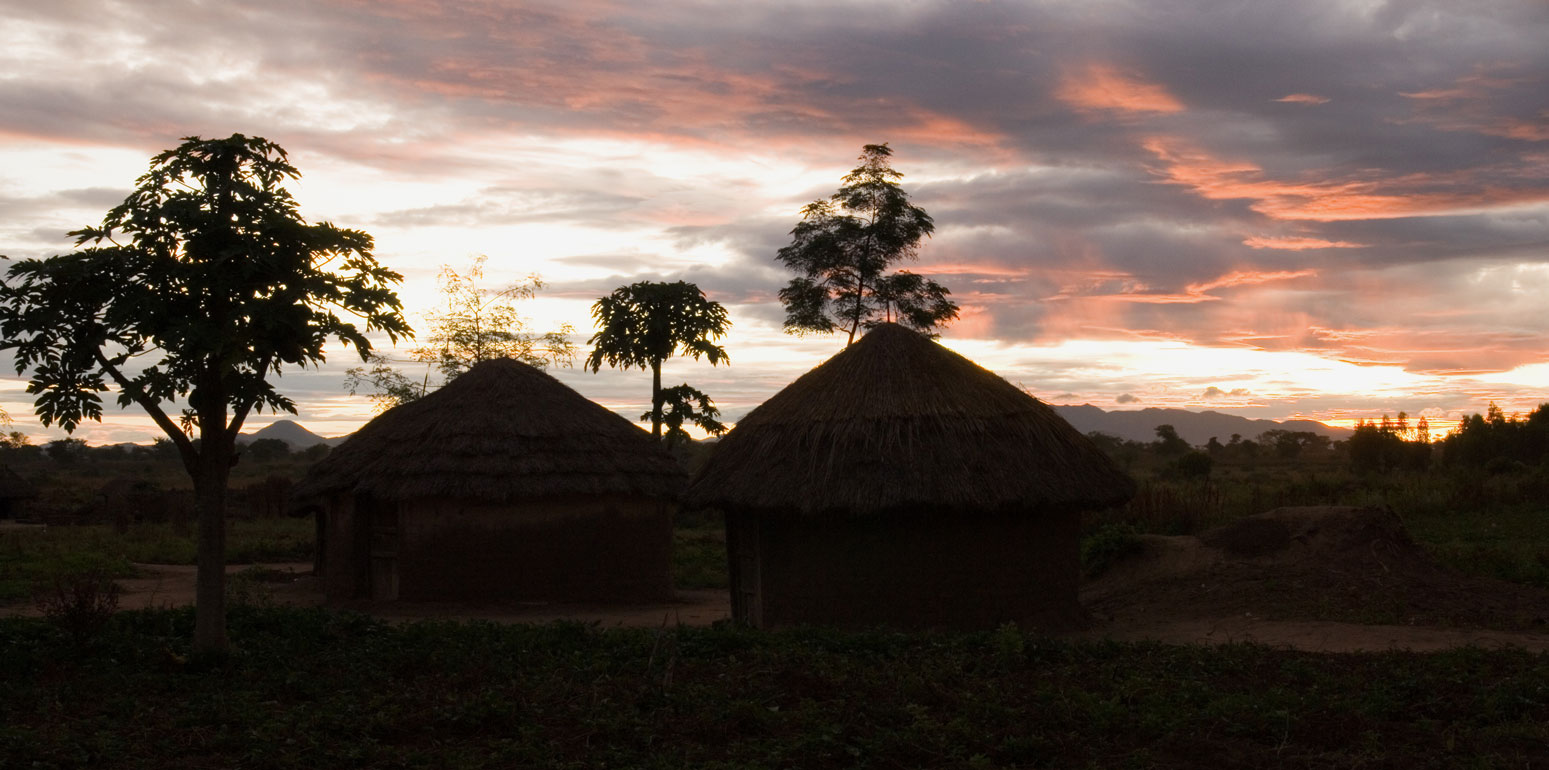
Lever de soleil sur le camp de déplacés de (janvier 2007).

## Histoire
Ce district a été créé en 2010 par séparation de celui de Pader.